# Illuminare – Studiecentrum voor Middeleeuwse Kunst
Illuminare – Studiecentrum voor Middeleeuwse Kunst (KU Leuven) is een universitair onderzoeks- en documentatiecentrum. Het bevindt zich in de Universiteitsbibliotheek (Ladeuzeplein) en is toegankelijk voor academici en studenten. De focus op middeleeuwse en vroegmoderne kunst uit de Zuidelijke Nederlanden in Europees perspectief wordt mogelijk gemaakt aan de hand van verscheidene onderzoeks- en doctoraatsprojecten binnen een breed gedragen internationaal netwerk tussen universiteiten, instellingen en musea.
Illuminare conserveert en catalogiseert verluchte handschriften en voert kunsttechnologisch onderzoek uit (Book Heritage Lab, BHL). Recente onderzoeks- en conservatieprojecten van BHL zijn de Codex Eyckensis uit de 8ste eeuw (2016/18), de verluchte handschriften van het Museum Mayer van den Bergh (2014/19), de technologische studie van de Mechelse Besloten Hofjes (ArtGarden, 2016/20) en de Bruegeltekeningen en -grafiek (Fingerprint, 2016/20). Daarnaast wordt de iconologie van middeleeuwse kunst onderzocht vanuit een interdisciplinair perspectief (Iconology Research Group, IRG). Recente onderzoeksprojecten van IRG zijn de studie van het fenomeen van de Johannesschotel (2012/16), de studie van liturgische objecten en hun gebruik in Belgische collecties (OrnaSacra, 2017/21) en het onderzoek naar het Nachleben van de figuur Kairos (2017/21). Het studiecentrum beheert meerdere onderzoeksarchieven van gerenommeerde kunsthistorici (Maurits Smeyers, Bert Cardon, Jan Karel Steppe, Antoine De Schrijver en Hans Nieuwdorp).
Illuminare organiseert tentoonstellingen in binnen- en buitenland. De meest recente zijn:
- Op zoek naar Utopia (2016/17, M-Museum, Leuven)[18]
- Hieronymus Cock - De renaissance in prent(2013, M-Museum, Leuven en Fondation Custodia, Parijs)[19][20]
- Magnifieke Middeleeuwen (2013, Museum Plantin-Moretus, Antwerpen)[21]
- Bijbel van Anjou - Een koninklijk handschrift ontsluierd (2010, M-Museum, Leuven)
- Rogier van der Weyden 1400/1464 - De passie van de meester (2009, M-Museum, Leuven).[22]

Illuminare is uitgever van vier eigen reeksen: Corpus of Illuminated Manuscripts (CIM), Art and Religion (A&R), Studies in Iconology (SIC) en Iconologies en publiceert tentoonstellingscatalogi en colloquium proceedings. In 2017 kreeg het voltallige Illuminare-team de Jaarprijs voor Wetenschapscommunicatie van de Koninklijke Vlaamse Academie van België voor Wetenschappen en Kunsten, als erkenning voor de tentoonstelling Op zoek naar Utopia.